# Charles Rieu

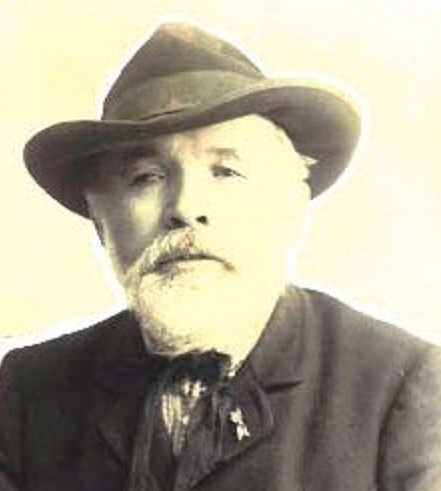
Charles Rieu

Charles Rieu (auch: Charloun Riéu; * 1. November 1846 in Paradou; † 10. Januar 1924 in Fontvieille) war ein französischer Schriftsteller okzitanischer Sprache.

## Leben und Werk
Charles Rieu lernte bei seinem Dorfschullehrer Lateinisch und Griechisch, blieb aber sein Leben lang Landwirt. Im Alter von 19 Jahren kaufte er sich ein Exemplar von Mistrals Meisterwerk Mirèio und begann selbst okzitanisch (provenzalisch) zu dichten. Seine von 1897 bis 1904 in 3 Bänden erschienenen „ländlichen Lieder“ waren Bukolik, boten aber nach dem Urteil von Eduard von Jan „ein im besten Sinne realistisches, von jeglicher Sentimentalität unbeschwertes Bild eines Gegenstandes“. 1907 legte er noch eine okzitanische Fassung der Odyssee vor. 1910 wurde er Majoral (Akademiemitglied) des Félibrige (Sitz: Cigalo dou Leberoun). Eine Parisreise 1911, nachdem er dort bekannt geworden war, sowie der Militärdienst waren die einzigen Ausnahmen von seiner Sesshaftigkeit in dem Dorf Paradou zwischen Arles und Saint-Rémy-de-Provence. Er starb 1924 im Nachbarort Fontvieille im Alter von 77 Jahren.
In Paradou steht seine Büste vor dem Bürgermeisteramt. In Avignon und Aix-en-Provence sind Straßen nach ihm benannt.

## Werke (Auswahl)

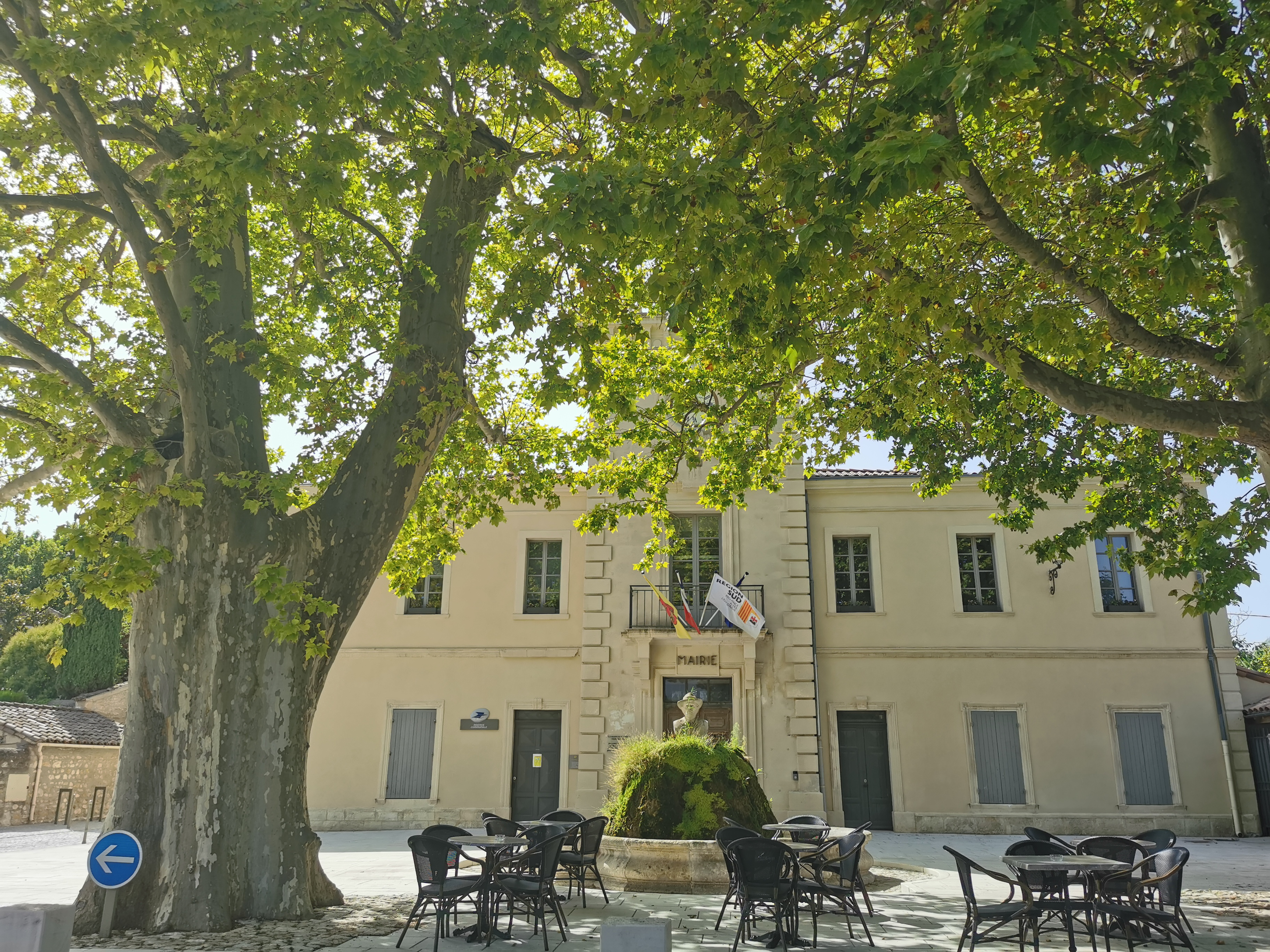
Platz Charloun Rieu in Paradou mit Büste des Dichters

- Li Cant dóu terraire. Marseille 1897. Petit, Raphèle-lès-Arles 1985 (Vorwort von Frédéric Mistral).
  - (deutsch) Provenzalische Lieder. Niemeyer, Halle an der Saale 1907. (übersetzt von Hans Weiske)
- Li Nouvèu cant dóu terraire. P. Ruat, Marseille 1900. (Studie von Elzéard Rougier, 1857–1926).
- Li Darrié cant dóu terraire (les Derniers chants du terroir). P. Ruat, Marseille 1904. (Studie von Jules Véran).
- (Übersetzer) L’Oudissèio d’Oumèro. P. Ruat, Marseille 1907.